# リッチモンド (ミズーリ州)
リッチモンド（Richmond）は、アメリカ合衆国ミズーリ州南部に位置する都市。レイ郡の郡庁所在地である。人口は6,013人（2020年）。カンザスシティ都市圏に含まれる。

## 地理

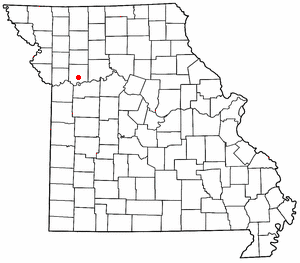
ミズーリ州内の位置

リッチモンドは北緯39度16分39秒 西経93度58分33秒 / 北緯39.27750度 西経93.97583度(39.277550, -93.975907)に位置している。総面積は14.9 km² (5.8 mi² )で、全体の0.35%が水地である。

## 人口動勢
以下は2000年国勢調査における人口統計データである。
| 基礎データ - 人口: 6,116人 - 世帯数: 2,488世帯 - 家族数: 1,579家族 - 人口密度: 410.0人/km²（1,062.7人/mi²） - 住居数: 2,651軒 - 住居密度: 177.7軒/km²（460.6軒/mi²） 人種別人口構成 - 白人: 94.29% - アフリカン・アメリカン: 3.73% - ネイティブ・アメリカン: 0.26% - アジア人: 0.05% - その他の人種: 0.38% - 混血: 1.29% - ヒスパニック・ラテン系: 1.03% 世帯と家族（対世帯数） - 18歳未満の子供がいる: 33.0% - 結婚・同居している夫婦: 47.5% - 未婚・離婚・死別女性が世帯主: 12.2% - 非家族世帯: 36.5% - 単身世帯: 32.4% - 65歳以上の老人1人暮らし: 15.9% - 平均構成人数 - 世帯: 2.40人 - 家族: 3.02人 | 年齢別人口構成 - 18歳未満: 27.2% - 18-24歳: 8.3% - 25-44歳: 27.5% - 45-64歳: 19.9% - 65歳以上: 17.1% - 年齢の中央値: 36歳 - 性比（女性100人あたり男性の人口） - 総人口: 89.1人 - 18歳以上: 81.6人 収入と家計 - 収入の中央値 - 世帯: 33,514米ドル - 家族: 45,186米ドル - 性別 - 男性: 34,500米ドル - 女性: 20,772米ドル - 人口1人あたり収入: 18,021米ドル - 貧困線以下 - 対人口: 8.1% - 対家族数: 10.7% - 18歳未満: 10.5% - 65歳以上: 12.9% |